# André Giriat
André Giriat (20. august 1905 - 11. juli 1967) var en fransk roer, født i Villeurbanne.
Giriat vandt (sammen med Anselme Brusa og styrmanden Pierre Brunet) bronze ved OL 1932 i Los Angeles i disciplinen toer med styrmand. Den franske båd blev i finalen besejret af USA, der vandt guld, samt af Polen, der tog sølvmedaljerne. Han deltog også ved OL 1936 i Berlin, hvor han blev nr. 4 i disciplinen dobbeltsculler.
Giriat, Brusa og Brunet vandt desuden en EM-guldmedalje i toer med styrmand ved EM 1931 i Paris.

## OL-medaljer
- 1932:  Bronze i toer med styrmand